# Longuè Longuè
Longkana Agno Simon, alias Longuè Longuè, est un musicien camerounais né à Douala en 1973.

## Biographie

### Enfance et débuts
Longuè Longuè, fils de Agno Simon, appartient à une famille de cinq enfants. Son père l'envoie à Yabassi, en 1980, à la mort de sa mère.
Mal accepté par son oncle qui ne voulait pas le considérer comme un fils, Longuè Longuè se retrouve rapidement dans la rue. Il est perçu par son entourage comme un bon à rien. La possibilité de poursuivre ses études ne lui est pas permise. Il était vendeur sur les marchés ou distributeur d'eau. C'est la musique qui lui permit de s'en sortir. En effet, très tôt déjà, il se fabrique des instruments de musique avec des objets de récupération, notamment des guitares en contreplaqué et des percussions avec des boîtes de conserves vides.

### Carrière
Dans la vie, ce qui ne nous tue pas nous rend plus fort est son « Leit motiv ». Il prend la vie a bras le corps en mettant sa confiance dans l'Éternel « le créateur Nyambe », éternel des armées. Peu à peu, il se fait des contacts dans la musique par la reconnaissance de ses Dons d'interprète.
Il commence par se produire dans les cabarets de Yaoundé. Après Prince Afo Akom, il est lauréat en 2000 du concours Mützig Star organisé par les brasseries du Cameroun qui lui donne l'occasion de produire son premier album. Mais le succès ne frappe à sa porte que lorsqu'il sort son premier album en 2001, album intitulé Ayo Africa, la chanson éponyme phare de l'album connaît un succès phénoménal au Cameroun et même au-delà des frontières. On lui trouve rapidement un surnom, celui du "libérateur". Son nom de scène, Longuè signifie en langue douala "vie".
Son deuxième album, Privatisation, sorti en 2003, a connu moins de succès ; à l'exception du morceau très pieux "Demander à Dieu" où il explique que tout ce qu'il possède ne lui vient des marabouts mais de Dieu.
Longuè Longuè connaît une grande popularité sans doute lié à son parcours. Avant de connaître la célébrité, il a connu une grande misère, misère qu'il décrit dans ses chansons autobiographiques, quand il ne s'attaque pas aux néocolonialisme des Occidentaux. Longuè Longuè est une source d'inspiration pour nombre de déshérités au Cameroun car il représente celui qui a pris sa revanche sur la vie.

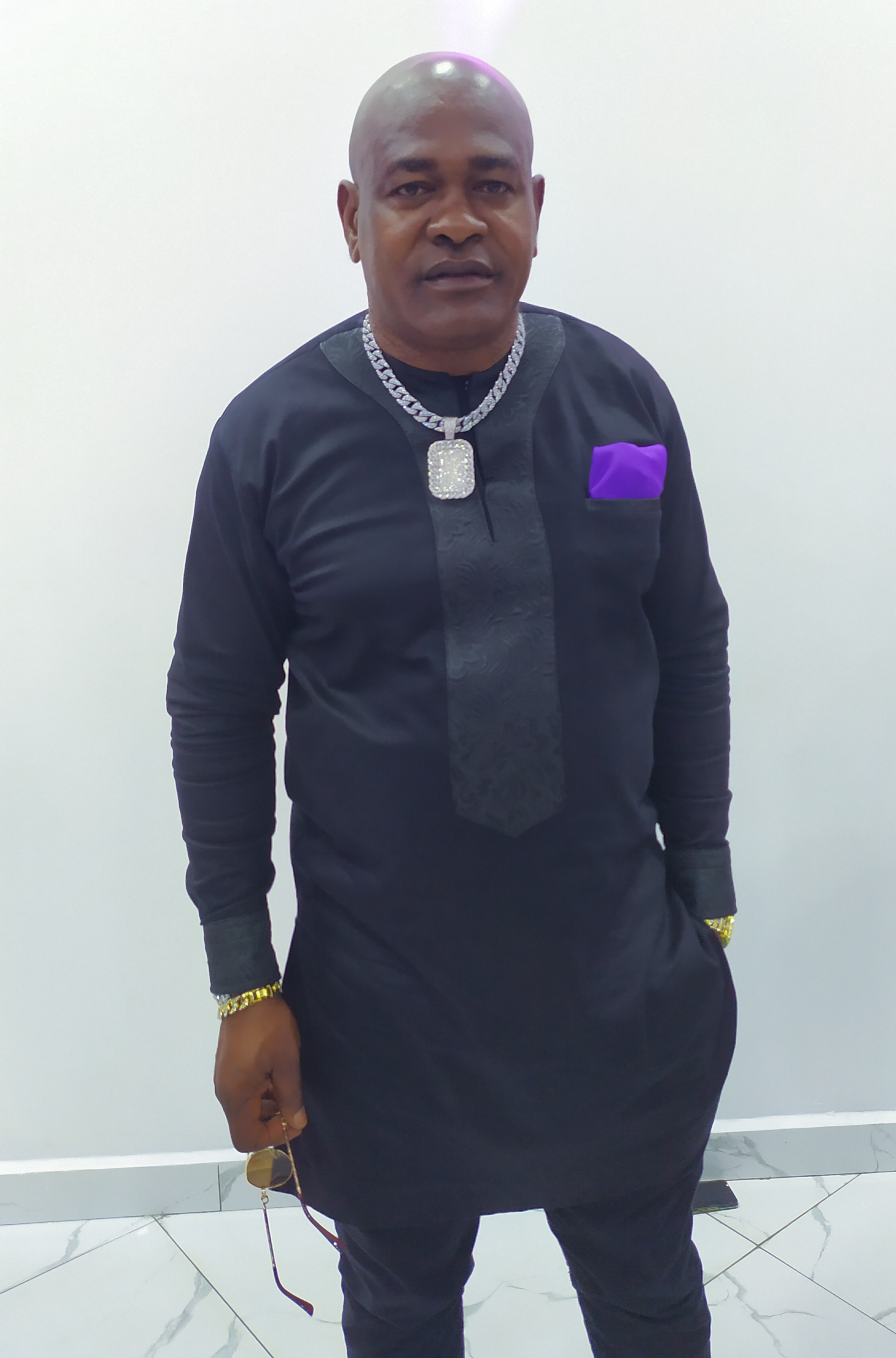

### Démêlés judiciaires
Sa carrière va être freinée par une inculpation pour viol. Longuè Longuè est interpellé à Nantes le 19 novembre 2005, sous les accusations de sa compagne Chantal Mbassi, qui assure qu'il aurait violé sa nièce de 17 ans. 48 heures plus tard il est incarcéré à la Maison d'arrêt de Gradignan près de Bordeaux. Il est libéré le 22 février 2006 mais est placé sous contrôle judiciaire avec l'interdiction de retourner au Cameroun tant que l'affaire n'aura pas été jugée,.
Son troisième album, appelé Examen de conscience ou Le Libérateur Libéré permet une nouvelle fois à ce chanteur engagé de déferler sa verve. 
Le 19 août 2008, la Cour d’appel lui accorde un droit de déplacement afin de se rapprocher de ses fans dans son pays d'origine,.
Le 23 octobre 2024, depuis la France, il publie la vidéo de sa torture sur les réseaux sociaux.

## Discographie

### Albums
- 2001 : Ayo... Africa
- 2003 : Privatisation
- 2006 : Le Libérateur Libéré
- 2009 : A bas Judas
- 2011 : Child of God
- 2013 : Ne jugez point

### Singles
- 2018: Complétons nous avec Nika
- 2019: Dialogue national
- 2022: Lenda avec Tzy Panchak, Shura & Darina Victry

### Collaborations
- 2019: Hayo (remix) de Chilly Wawaye
- 2017: Blessings de Mel B Akwen
- 2020: Njoh de Fhish
- 2021: Ma Boa Ma Mianga de Ahii Ahoo